# 狂犬病予防法
狂犬病予防法（きょうけんびょうよぼうほう、昭和25年法律第247号）は、狂犬病の予防および発生時の処置に関する法律である。
1950年（昭和25年）8月26日に公布された。

## 主務官庁
共同所管
- 厚生労働省健康・生活衛生局感染症対策部感染症対策課
- 農林水産省消費・安全局動物衛生課[1]
- 農林水産省動物検疫所検疫部動物検疫課 - 動物の輸出入に関する実務を担当

内閣感染症危機管理統括庁、国土交通省航空局航空安全推進課、出入国在留管理庁出入国管理課と連携して執行にあたる。

## 構成
- 第1章 総則（第1条 - 第3条）
- 第2章 通常措置（第4条 - 第7条）
- 第3章 狂犬病発生時の措置（第8条 - 第19条）
- 第4章 補則（第20条 - 第25条の3）
- 第5章 罰則（第26条 - 第28条）
- 附則

## ウクライナからの避難者に対する特例措置
2022年4月18日、日本政府は、ロシアによるウクライナ侵攻を受けて日本に避難してきたウクライナ人が飼っている犬について、検疫手続きを緩和する特例措置を実施した。通常は、「入国前に狂犬病ワクチンを2回接種したことなどを示す証明書」がない場合、最長で180日間、動物検疫所で隔離され、隔離期間中、飼い主は管理費を支払い、検疫所に通うなどして犬の世話を行わなければならない。しかし、本特例により、ウクライナからの避難者が飼っている犬については、「ウクライナ政府が発行した証明書」がなくても、日本の動物検疫所の検査で抗体が一定量確認されれば、「犬の健康状態を検疫所に週1回報告すること」などを条件として、隔離が免除され、滞在先や支援者宅に連れて行くことが可能になる。

## 資格
- 狂犬病予防員（都道府県の職員で獣医師であるもの）